# Åderbråck
Åderbråck eller varicer är en sjukdom som kännetecknas av vidgade, slingriga ytliga vener, som företrädesvis uppträder på insidan (medialt) på underbenen. Åderbråck är mycket vanligt i befolkningen, med en viss ärftlighet, förekomsten ökar med åldern och tillståndet är vanligare bland kvinnor, framförallt efter flera graviditeter.

## Symptom och tecken
Vidgade vener på benen är det mest typiska symptomet på åderbråck. Symtom inkluderar även svullnad av fötterna och anklarna (ses också vid hjärtsvikt), spänningskänsla, klåda och ibland smärta. I uttalade fall påverkas blodcirkulationen i huden vilket kan leda till komplikationer såsom lipodermatoscleros och ibland bensår. Åderbråck kan ses som den synliga manifestationen av ytlig venös insufficiens, som beror på otäta klaffar i venerna, ofta med nedsatt funktion i vadmuskelpumpen. 
Venös insufficiens diagnostiseras med fördel med hjälp av vensonografi, en ofarlig noninvasiv ultraljudsundersökning där man kartlägger benets djupa och ytliga vensystem.

## Orsaker
Sjukdomen är till en del ärftlig men även andra faktorer spelar in såsom många graviditeter, fetma, med mera. Bland riskfaktorer kan nämnas förändrade värden av kvinnliga könshormoner. Kvinnor med åderbråck har i åderbråcksvener fler receptorer för östrogen och progesteron. En annan teori är att åderbråck uppstår till följd av hypoxi i venerna. Kännetecknande är bristande funktion i venklaffar, varvid man får ett ökat flöde av blod uppåt och nedåt i ytliga vener, man tror att en del i sjukdomsutvecklingen är tillväxt av vener som kroppens reaktion på detta ökade flöde -  genom att vener växer på längden inom en begränsad sträcka tenderar de att bli slingriga.  

## Behandling
Symtomen kan lindras av kompressionsbehandling med kompressionsstrumpor ("stödstrumpor") eller bandage. En annan behandling är åderbråckskirurgi, där man ofta avlägsnar stora slingriga vener genom små snitt i huden. Nya behandlingsmetoder finns också, såsom laserbehandling, skumbehandling, injektionsbehandling och elkoagulation men det är inte bevisat om dessa är bättre än traditionell behandling. Alla behandlingsmetoder bygger på att man skadar de sjuka venerna så att de skrumpnar och omvandlas till ärrvävnad varvid flödet upphör. Kroppen klarar normalt detta utmärkt, eftersom det finns många andra ytliga vener som ta hand om flödet i huden, och flödet från fötter och underben går normalt via djupa vener. 

## Varianter av åderbråck
Även inre organ kan drabbas av varicer, till exempel:
- Esofagusvaricer - slingriga vener i matstrupen som främst ses vid levercirros
- Varicocele - stora slingriga vener från en eller båda testiklarna.